# Соловйова Анастасія Агеївна

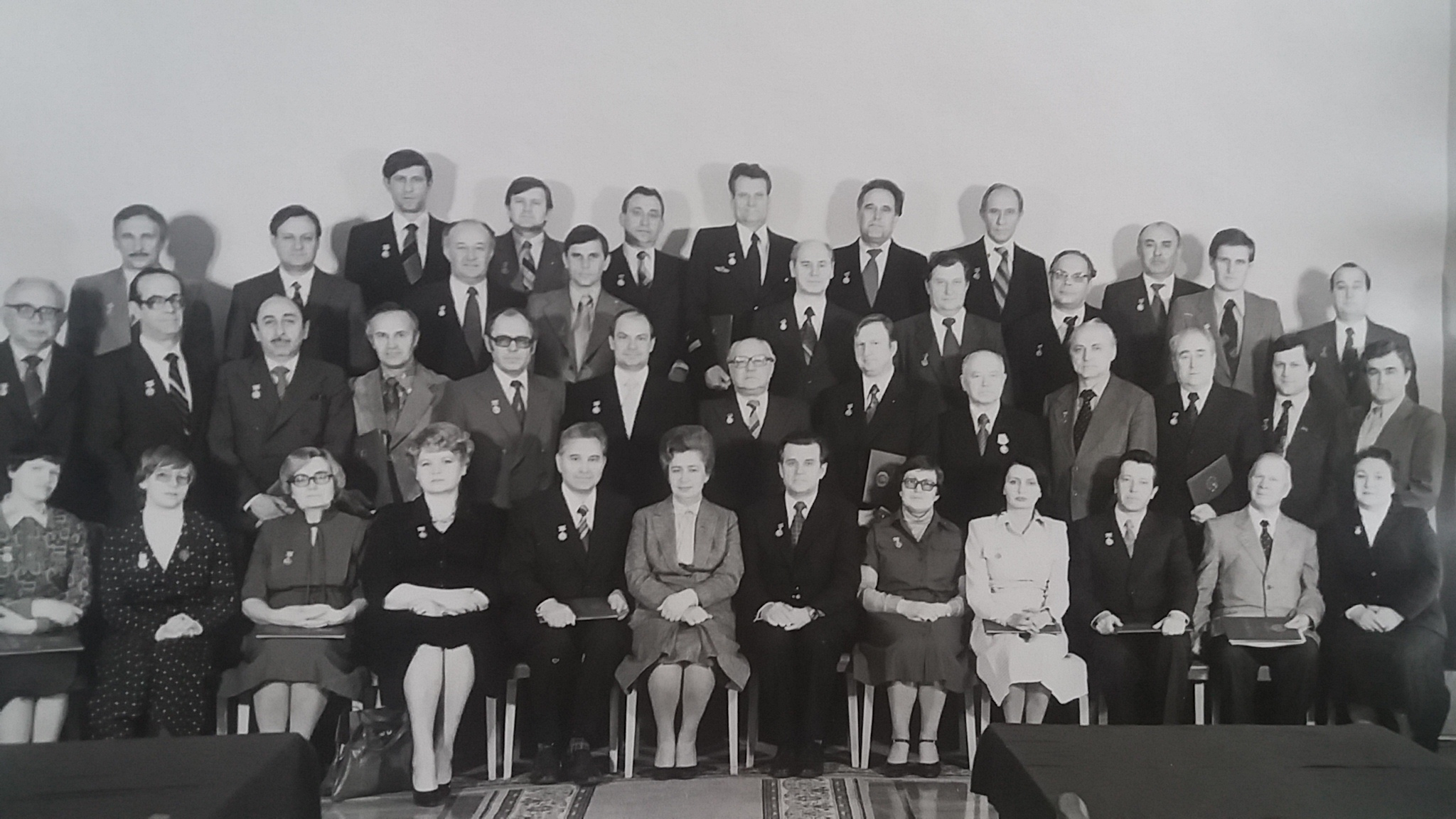
Нагороджені Почесною Грамотою Верховної Ради УРСР (А. А. Соловйова — 1 ряд, 3 зліва

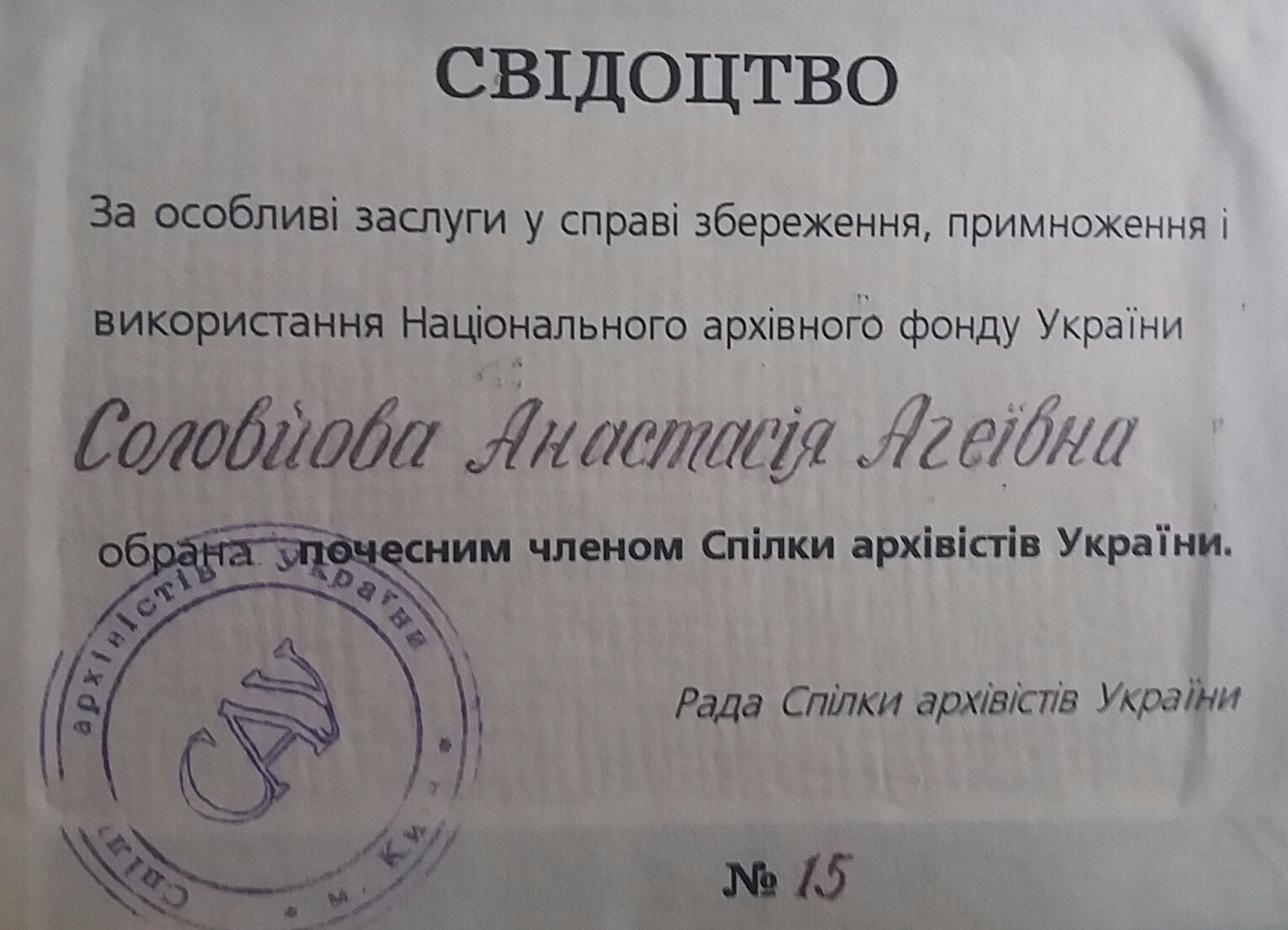
Квиток Почесного члена Спілки архівістів України А. А. Соловйової

Анастасія Агеївна Соловйова (3 січня 1929, Гайсин — 15 листопада 2019, Київ) — український історик, архівіст, джерелознавець.

## Біографія
Народилася 3 січня 1929 року в місті Гайсині. 1953 року закінчила історично-філософський факультет Київського державного університету імені Тараса Шевченка. З 1953 по 1955 рік працювала викладачем історії СРСР у Бехтерському гідромеліораційному технікумі Херсонської області. У 1956—1961 роках — бібліотекар, бібліограф, у 1961—1971 роках — молодший науковий співробітник сектору історії партії, у 1971—1973 роках — виконувач обов'язки старшого наукового співробітника групи Великої вітчизняної війни, у 1973—1976 роках — старший науковий співробітник сектору історії партії, а у 1976—1991 роках — старший науковий співробітник сектору партархіву Інституту історії партії при ЦК Компартії України. У 1971 році захистила кандидатську дисертацію на тему: «Керівництво Комуністичної партії України політично-просвітницькою роботою на селі (1929—1932 роки)» (науковий керівник Георгій Мултих). У 1991—2003 роках працювала в Центральному державному архіві громадських об'єднань України на посадах старшого наукового співробітника, завідувача відділу використання документів та інформації. Обиралась депутатом Ленінської районної ради м. Києва (1963—1973 рр.), була членом Наукової ради Головархіву при Раді Міністрів УРСР, редакційної колегії журналу «Архіви України» (1978—1981 рр.). Нагороджена Почесними грамотами ЦК ЛКСМУ (1978) та Президії Верховної ради УРСР. (1981). Почесний член Спілки архівістів України. Чоловік, Соловйов Ілля Никанорович (1924—2019) — учений у галузі гідромеліорації, головний інженер УкрНДІ «Водоканалпроект». Син, Соловйов Володимир Ілліч (1954 р.н.) — доктор технічних наук, завідувач кафедри Інституту авіації та протиповітряної оборони Національного університету оборони України, заслужений діяч науки і техніки. Донька, Чистяк Олена Іллівна (1965 р.н.) — заслужений працівник освіти України, заступник директора з виховної роботи гімназії № 48 м. Києва. Онук,Чистяк, Дмитро Олександрович (1987 р.н.) — український письменник, доктор філологічних наук, професор Київського державного університету імені Тараса Шевченка.

## Наукова діяльність
Досліджувала проблеми історії України ХХ століття, автор понад 50 наукових праць, а також 20 документальних збірників, зокрема:
- К. В. Сухомлин  — видатний партійний і державний діяч // «Український історичний журнал». — 1963. — № 2;
- Літературна спадщина М. О.  Скрипника. Короткий огляд творів // «Український історичний журнал».— 1965.— № 7;
- Питання політико-освітньої роботи в творах В. І. Леніна дожовтневого періоду // «Український історичний журнал». — 1969. — № 6;
- М. О. Скрипник // «Український історичний журнал» .  — 1970.  — №  3
- Шлях революціонера (до 100-річчя від дня народження І. В. Бабушкіна) // «Український історичний журнал». — 1973. — № 1
- 70-річчя газети «Пролетарий» // «Український історичний журнал». — 1975. — № 5
- Анатолий Васильевич Луначарский (К 100-летию со дня рождения) // Курьер ЮНЕСКО. — 1975. — № 11.
- Хроніка життя і діяльності В.І, Леніна // «Український історичний журнал». — 1976. — № 4
- Документальні видання про В. І. Леніна // «Архіви України». —1980. — № 2.
- Хроніка партійного архівного будівництва // «Український історичний журнал». — 1988. — № 6
- Передача тексту архівних джерел з новітньої історії України при підготовці науково-популярних видань // «Архіви України». — 1995. — № 5—6.

Брала участь в укладанні понад 20 збірок архівних матеріалів і статей, зокрема:
- Косіор С. В. Вибрані статті і промови. — К.: Видавництво політичної літератури України, 1968.
- Комуністична партія України в резолюціях і рішеннях з'їздів, конференцій і пленумів ЦК. Т.1. 1918—1941. Т.2. 1941—1976. К.: Видавництво політичної літератури України, 1976, 1977.
- Великая Октябрьская социалистическая революция и победа Советской власти на Украине. Ч.1. Февраль-октябрь 1917. Ч.2. Октябрь 1917—февраль 1918 г. — К.: Видавництво політичної літератури України, 1977, 1982.
- Книга и книжное дело в Украинской ССР. 1917—1941. — К.: Наукова думка, 1985.
- Восстановление Донбасса. 1946—1950. К.: Видавництво політичної літератури України, 1986.
- Книга и книжное дело в Украинской ССР. 1941—1984. — К.: Наукова думка, 1986.
- Восстановление Приднепровья. 1946—1950. К.: Видавництво політичної літератури України, 1988.
- Культурне будівництво в Українській РСР. 1928 — червень 1941. — К.: Наукова думка, 1988.
- Первый съезд Коммунистической партии (большевиков) Украины. 5-12 июля 1918 года Протокол. К.: Видавництво політичної літератури України, 1988.
- Культурне будівництво в Українській РСР.. 1941—1950. — К.: Наукова думка, 1989.
- Большевистские организации Украины: организационно-партийная деятельность. Февраль 1917-июнь 1918. К.: Видавництво політичної літератури України, 1990.
- Голод 1932—1933 років на Україні: очима істориків, мовою документів. — К.: Видавництво політичної літератури України, 1990.
- Второй съезд Коммунистической партии (большевиков) Украины. 17-22 октября 1918 г. Протоколы. — К.: Україна, 1991.
- Скрипник М.О, Вибрані твори. — К.: Україна, 1991.
- Національні відносини в Україні у ХХ ст. — К.: Наукова думка, 1994.
- Голод в Україні. 1946—1947. — К.-Нью-Йорк: Вид-во М. П. Коць, 1996.
- Михайло Грушевський: між історією і політикою (1920-1930-ті роки). — К.: ІУАД ім. М. С. Грушевського, ЦДАГО України, 1997.
- Центральний державний архів громадських об'єднань України: Путівник. — К.: ЦДАГО України, 2001.
- ІІІ з'їзд Комуністичної партії (більшовиків) України, 1–6 берез. 1919 р.: Стеногр. звіт. — К., 2002